# Kylemore Abbey

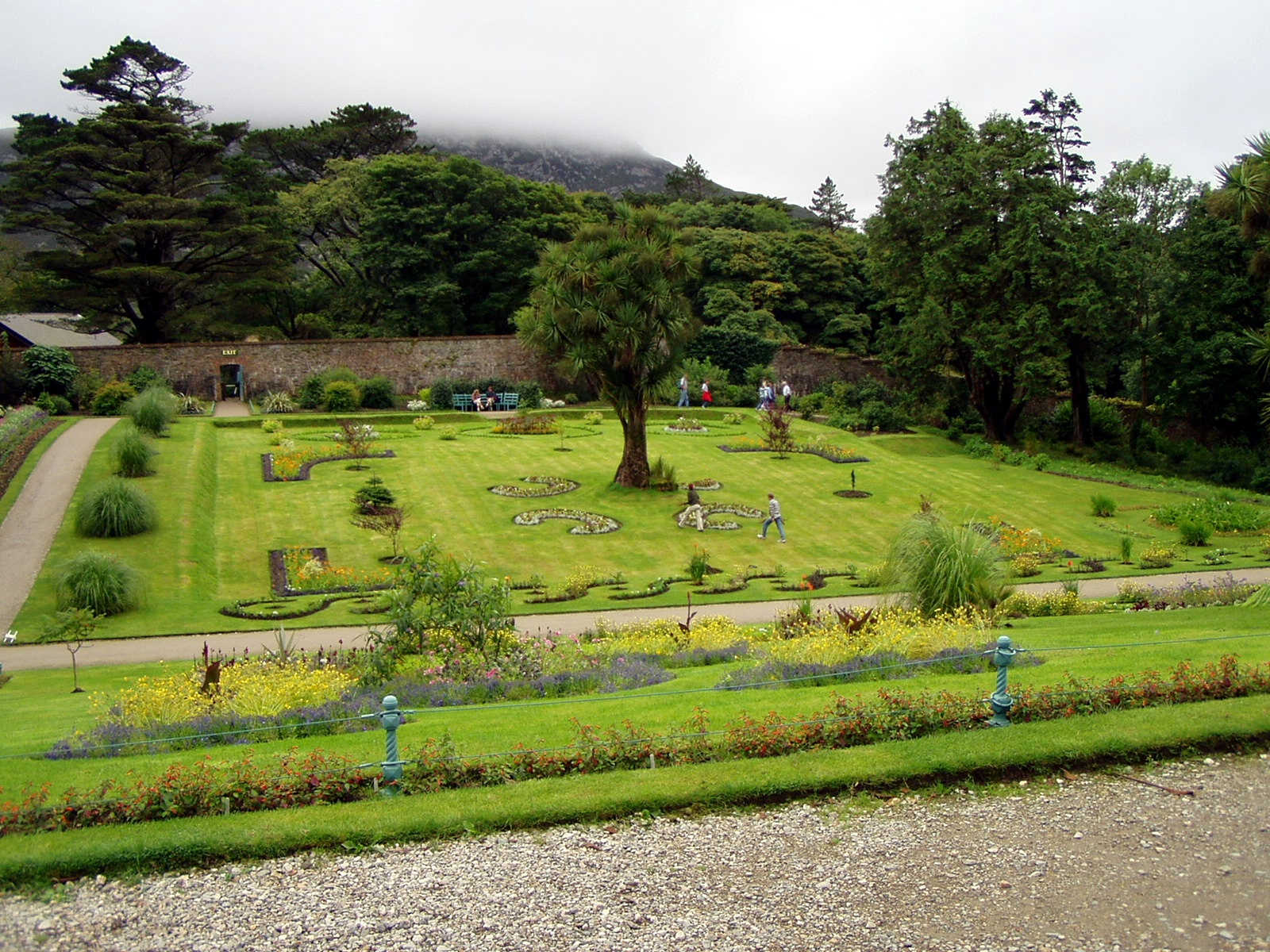
Klasztorne ogrody

Kylemore Abbey (irl. Mainistir na Coille Móire) – opactwo w zachodniej części hrabstwa Galway w Irlandii, nad brzegiem Kylemore Lough, zbudowane w stylu neogotyckim przez Mitchella Henry'ego w 1868 r. (pałac, przekształcony później w klasztor) i w latach 1877–1881 (kościół). Architekt w romantycznej manierze połączył w budynkach opactwa motywy i detale zaczerpnięte ze słynnych obiektów sakralnych Wysp Brytyjskich, m.in. katedry w Norwich. Wnętrze kościoła klasztornego jest bogato zdobione inkrustacjami i witrażami. W pobliżu kościoła znajduje się duży ogród w stylu wiktoriańskim, z pawilonami ogrodowymi i zabytkowymi szklarniami.
W 1920 r. do budynków sprowadzono benedyktynki, które z powodu I wojny światowej musiały opuścić klasztor w Ieper. Uszkodzone w pożarze w 1959 r. zabudowania zostały odbudowane, lecz kilka dziesięcioleci zaniedbań spowodowało silną ich erozję. Budynki z szarego wapienia są restaurowane począwszy od lat 90. XX w. Do 2010 roku mieściły ekskluzywną międzynarodową szkołę żeńską prowadzoną przez siostry zakonne.